# ヒルズデール郡 (ミシガン州)
ヒルズデール郡（英: Hillsdale County）は、アメリカ合衆国ミシガン州の郡である。人口は4万5746人（2020年）。郡庁所在地はヒルズデールである。

## 地理
アメリカ合衆国統計局によると。この郡は総面積1,572 km2 (607 mi2) である。このうち1,551 km2 (599 mi2) が陸地で22 km2 (8 mi2) が水地域である。総面積の1.37%が水地域となっている。

### 隣接する郡
- オハイオ州ウィリアムズ郡  (南)
- レンアウェイ郡  (東)
- ブランチ郡  (西)
- オハイオ州フルトン郡  (南東)
- インディアナ州スチューベン郡  (南西)
- ジャクソン郡  (北東)
- カルフーン郡  (北西)

## 人口動勢

2000年人口ピラミッド

2000年国勢調査で、この郡は人口46,527人、17,335世帯、及び12,550家族が暮らしている。人口密度は30/km2 (78/mi2) である。13/km2 (34/mi2) の平均的な密度に20,189軒の住宅が建っている。この郡の人種的な構成は白人97.56%、アフリカン・アメリカン0.43%、先住民0.35%、アジア0.33%、太平洋諸島系0.01%、その他の人種0.34%、及び混血0.98%である。ここの人口の1.20%はヒスパニックまたはラテン系である。
ヒルズデール郡においては、18歳未満の未成年と同居している世帯が17,335世帯あり、その割合は32.90%である。59.90%が結婚して夫婦で同居している世帯であり、8.40%が夫のいない女性が世帯主となっている世帯であり、27.60%世帯が家族を構成していない世帯となっている。22.90%の世帯が1人暮らしをしており、9.30%の世帯は65歳以上の高齢者が1人で暮らす世帯となっている。同郡における1世帯の平均的なサイズは2.60人、平均的な家族数は3.05人となっている。
この郡内の住民は26.30%が18歳未満の未成年、18歳以上24歳以下が10.00%、25歳以上44歳以下が26.80%、45歳以上64歳以下が23.50%、及び65歳以上が13.30%にわたっている。中央値年齢は36歳である。女性100人ごとに対して男性は99.00人である。18歳以上の女性100人ごとに対して男性は96.20人である。
この郡の世帯ごとの平均的な収入は40,396米ドルであり、家族ごとの平均的な収入は45,895米ドルである。男性は35,349米ドルに対して女性は23,718米ドルの平均的な収入がある。この郡の一人当たりの収入 (per capita income) は18,255米ドルである。人口の8.20%及び家族の5.20% は貧困線以下である。全人口のうち18歳未満の8.80%及び65歳以上の8.60%は貧困線以下の生活を送っている。

## 都市、村、及び郡区

### 都市
- ヒルズデール (Hillsdale)
- リーディング (Reading)
- Litchfield

### 村
- アレン (Allen)
- キャムデン (Camden)
- ジョーンズビル (Jonesville)
- ノースアダムズ (North Adams)
- Montgomery
- Waldron

### 郡区
- Adams Township
- アレン郡区 (Allen Township)
- Amboy Township
- カンブリア郡区 (Cambria Township)
- キャムデン郡区 (Camden Township)
- Fayette Township
- ヒルズデール郡区 (Hillsdale Township)
- Jefferson Township
- Litchfield Township
- モスクワ郡区 (Moscow Township)
- ピッツフォード郡区 (Pittsford Township)
- Ransom Township
- リーディング郡区 (Reading Township)
- Scipio Township
- Somerset Township
- Wheatland Township
- ウッドブリッジ郡区 (Woodbridge Township)
- Wright Township